# Ţezenj
Ţezenj (persiska: طزنج) är en ort i Iran.   Den ligger i provinsen Yazd, i den centrala delen av landet, 500 km sydost om huvudstaden Teheran. Ţezenj ligger 1 719 meter över havet och antalet invånare är 246.
Terrängen runt Ţezenj är huvudsakligen kuperad, men åt nordost är den bergig. Runt Ţezenj är det glesbefolkat, med 8 invånare per kvadratkilometer. Närmaste större samhälle är Taft, 12,0 km norr om Ţezenj. Trakten runt Ţezenj är ofruktbar med lite eller ingen växtlighet.